# Этамп
Этамп (фр. Étampes) — коммуна во Франции, супрефектура департамента Эсон, в 48 км к югу от Парижа.

## История
В XIV веке город Этамп был возведен в графство. Франциск I возвел в 1536 году графство Этамп в герцогство и подарил его своей возлюбленной Анне де Пислё при выходе её замуж за Жана де Бросса, дав последнему титул герцога Этампского.
После смерти Франциска I герцогство Этамп досталось Диане де Пуатье. В 1562 году Карл IX вернул Этамп Жану де Броссу, а после его смерти (1565) Этамп был возвращен в королевский домен.
В 1598 году Генрих IV подарил Этамп своей возлюбленной Габриэлле д’Эстре. От неё Этамп наследовал её сын, герцог Цезарь де Вандом. Его потомство владело Этампом до 1712 года, когда герцогство вновь стало владением французской короны.
В конце XIX — начале XX века в городе было налажено производство красок, лаков, ликеров; были построены известковые, гипсовые и кирпичные заводы.

## Достопримечательности
В Средние века город, впервые упомянутый в VII веке, входил в королевский домен и потому особенно богат памятниками средневековой архитектуры. Среди них — руины донжона замка Людовика VI, четыре значительные церкви, ратуша и частные особняки.
С XVIII века Этамп — тихий пригород Парижа.

## Фотогалерея
- Городская мэрия Этампа
- Церковь святого Мартина
- Большая круглая башня (Tour Guinette)
- Церковь святого Эгидия (Эглиз-Сен-Жиль)